# Primeiro Congresso Operário Brasileiro

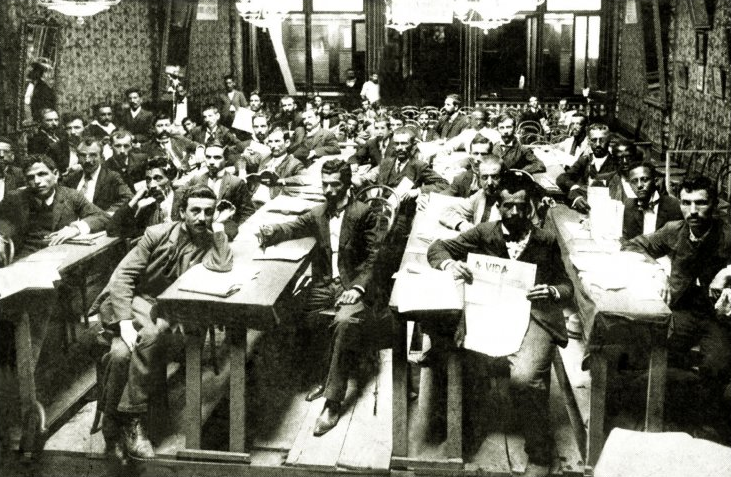
Delegados reunidos durante uma das sessões do Congresso.

O Primeiro Congresso Operário Brasileiro foi um encontro de trabalhadores ocorrido entre os dias 15 e 22 de abril de 1906 na sede do Centro Galego, na cidade do Rio de Janeiro, então Capital Federal do Brasil. O Congresso foi a primeira iniciativa no sentido de articular o operariado a nível nacional, e contou com a presença de 43 delegados representando 28 sindicatos de diversas partes do país, mas principalmente dos estados do Rio de Janeiro e São Paulo. As resoluções do Congresso mostram uma evidente influência do sindicalismo revolucionário entre os delegados presentes, que endossaram a neutralidade política dos sindicatos, o federalismo, a ação direta e a greve geral. O Congresso também lançou as bases de acordo da Confederação Operária Brasileira (COB), primeira instituição sindical de abrangência nacional, mas que iniciaria suas atividades apenas em 1908.

## Contexto
O período compreendido pela Primeira República Brasileira foi marcado pela consolidação de um processo de formação da classe trabalhadora no Brasil, iniciada em meados do século XIX a partir de experiências comuns vividas por trabalhadores escravizados e livres. A abolição da escravidão, em 1888, e a Proclamação da República, em 1889, abriram um horizonte de expectativas para a classe trabalhadora nascente, mas os anos seguintes deixaram claras as limitações do regime republicano, fomentando novas ideias e perspectivas de organização e luta. Assim, os trabalhadores inicialmente envolvidos no movimento republicano aderiram a outros projetos políticos, como o anarquismo e o socialismo. De acordo com o brasilianista John W. F. Dulles, anarquistas e socialistas "militaram ombro a ombro na missão principal de persuadir os operários a ingressarem nas associações trabalhistas", mas sustentavam perspectivas divergentes sobre a organização e a luta operária. Os anarquistas propunham um sindicalismo de ação direta, rejeitando a organização partidária e a participação da classe trabalhadora na política institucional, defendendo a greve como principal forma de luta e negando a intermediação do Estado nos conflitos entre capital e trabalho. Os socialistas, por sua vez, sustentaram uma perspectiva abertamente reformista: classificavam a greve como uma forma de luta válida apenas em casos extremos e defendiam a consolidação dos ganhos obtidos pelo movimento operário através da aprovação de leis. Ao contrário dos anarquistas, não recusaram a intermediação das autoridades nos conflitos trabalhistas e estimularam a participação dos trabalhadores na política institucional, apoiando ou apresentando candidatos às eleições legislativas.
A tomada de consciência dos limites da ordem republicana e o surgimento de novas ideologias no meio operário somou-se ao aumento da agitação grevista. De acordo com o historiador Claudio Batalha, os primeiros anos do século XX reuniram condições favoráveis à eclosão de movimentos reivindicativos da classe trabalhadora no Brasil: a expansão da economia iniciada em 1903 criou uma conjuntura mais favorável à obtenção de ganhos e houve um crescimento da organização operária e sindical. Inicialmente, a maior parte das greves teve um caráter bastante circunscrito, muitas vezes limitado a uma única empresa ou oficina. Contudo, logo ocorreram movimentos de maior envergadura, envolvendo categorias inteiras ou até mesmo diversas categorias distintas, como a greve geral de 1903 no Rio de Janeiro, iniciada pelas têxteis e que contou com a adesão de milhares de trabalhadores de outros ramos. Apesar do crescimento dos movimentos grevistas, Dulles observou que os sucessos alcançados antes da recessão econômica de 1908 "foram obtidos com dificuldade", com um grande número de greves malsucedidas indicando "a necessidade de melhor organização". Assim, os líderes operários passaram os anos de 1904 e 1905 lutando pela formação de novas entidades de classe e "educando os trabalhadores em reuniões". A própria greve geral de 1903 foi duramente reprimida e nenhuma de suas reivindicações foram atendidas, mas acabou lançando as bases de um sindicalismo mais calcado na ação direta no Rio de Janeiro. Um mês depois daquela greve, foi fundada a Federação das Associações de Classe, sucedida pela Federação Operária Regional Brasileira (FORB) em 1905. Também em 1905, foi fundada na capital paulista a Federação Operária de São Paulo (FOSP), após uma série de mobilizações trabalhistas que já vinham ocorrendo desde 1901. O aumento no número de associações e federações operárias acabou motivando uma iniciativa no sentido de tentar articular a classe trabalhadora a nível nacional, culminando na organização do Primeiro Congresso Operário Brasileiro. Na altura, a divisão entre reformistas (socialistas) e revolucionários (anarquistas) também já estava consolidada, e desde a sua convocatória o encontro foi marcado pelo embate entre essas duas concepções.

## Convocatória e organização
A ideia de organizar um congresso que reunisse representantes sindicais de todo o país parece ter partido de Antônio Pinto Machado, líder da União Operária do Engenho de Dentro. Uma circular da União assinada por ele foi publicada no jornal Correio da Manhã em dezembro de 1905, convocando a realização de um congresso operário. De acordo com a circular, o congresso deveria discutir "se o operário deve ou não ser político, e qual a política aceitar", e seria admitida apenas a presença dos socialistas, "ficando proibidos os elementos revolucionários". Considerando que a convocatória da União tomava partido de uma tendência política específica, a FORB começou a organizar o seu próprio congresso, argumentando que seria necessária a realização de um encontro operário para tratar de questões exclusivamente econômicas. Em abril de 1906, uma circular assinada por Alfredo Vasques, secretário da Federação, convocava os trabalhadores a comparecerem ao "1º Congresso Operário Regional Brasileiro":
Interpretando a célebre máxima de que a emancipação dos trabalhadores será obra dos próprios trabalhadores, esta Federação resolveu celebrar o "1º Congresso Operário Regional Brasileiro", cujas sessões terão início no dia 15 do corrente, às 8 horas, nos salões do "Centro Galego", à rua da Constituição, 30 e 32.

Neste Congresso serão discutidos os meios que ao operariado organizado convém adotar para a consecução das melhoras de que tanto necessita, e que ninguém mais do que o próprio operário está interessado em conquistar; porque ninguém por ele o poderá fazer.
Convencidos os operários que organizaram o atual congresso, que só com a cooperação do maior número, mediante o esforço dos interessados, é que as resoluções que nele se tomarem poderão ser levadas à prática, convidam os trabalhadores a participar, em massa, das suas sessões, para que conheçam as deliberações tomadas pelos delegados todos operários e, por conseguinte, guiados unicamente pela aspiração de libertar o trabalho do monopólio capitalista.

Companheiros, não negueis a vossa solidariedade! Compareçam ao "1º Congresso Operário Regional Brasileiro".
Pinto Machado inicialmente acusou a Federação de imitar a sua iniciativa, mas a sua convocatória contou com poucas adesões e ele acabou credenciando a União para participar do congresso organizado pela FORB.

## Delegados enviados ao Congresso
O Primeiro Congresso Operário Brasileiro ocorreu entre os dias 15 e 22 de abril de 1906 na sede do Centro Galego, na Capital Federal, e contou com a presença de 43 delegados que representavam 28 associações de diversas partes do país, mas principalmente do Rio de Janeiro e de São Paulo. As organizações representadas e seus delegados foram os seguintes: União dos Operários das Pedreiras, Antônio da Silva Barão e Marcelino da Costa Ramos; Centro Artístico Cearense, Antônio Pinto Machado e Benjamin Prins; União dos Trabalhadores Gráficos de São Paulo, Eduardo Vassimon e Augusto dos Santos Altro; Centro Protetor dos Operários de Pernambuco, José Hermes de Olinda Costa; Associação dos Trabalhadores em Carvão e Mineral, Belisário Pereira de Sousa e Firmino Rodrigues Alonso; Centro dos Operários Marmoristas, José de Sousa Azevedo e João Arzua dos Santos; União dos Operários Estivadores, Manuel dos Santos Valença e Manuel Inácio de Araújo; União Operária do Engenho de Dentro, Benjamin Moisés Prins e José Roberto Vieira de Melo; Centro dos Empregados em Ferrovias, Domingos Gomes Sobrinho e Francisco Camilo Soares; União dos Chapeleiros, José Arnaldo de Carvalho e Antônio Pires G. Sola; União dos Corrieiros e Artes Correlativas, Félix Alesandre Pinho e Auto Navarro Negreiros; Liga Operária Italiana, Pietro Bernarducci e Silvio Pazzagia; Federação Operária de São Paulo, representando seis sindicatos, Fernanco Frejeiro, Manuel Domingues de Almeida, Giulio Sorelli, Edgard Leuenroth, Ulysses Martins, Caralampio Trillas, Carlos Dias, Manuel Moscoso, Fernando Bondad e José Sarmento; Liga dos Artistas Alfaiates, Cândido Costa e Alfredo Vasques; União dos Carpinteiros e Artes Correlativas, João Benvenuto e Manuel dos Passos do Nascimento Bahia; União dos Manipuladores de Tabaco, Melchior Pereira Cardoso e Mariano Garcia; Associação dos Trabalhadores em Trapiche e Café, Francisco Guilherme Chaves e Anselmo Rosa; Centro dos Operários do Jardim Botânico, Albino Moreira e Antônio Domingues; União Operária de Ribeirão Preto, Manuel Ferreira Moreira e Arnaldo José Carvalho; Liga Operária de Campinas, Alfredo Vasques e Antônio Augusto do Amaral Chaves; Liga das Artes Gráficas, Luigi Magrassi e Mota Assunção; União dos Artistas Sapateiros, Célio de Brito e Vitorino Pereira; Centro Operário de Campos, Damazio Gomes da Silva.

## Temas e resoluções

### Orientação
O primeiro tema discutido pelo Congresso foi aquele que mais polarizava reformistas e revolucionários: "A sociedade operária deve aderir a uma política de partido ou conservar sua neutralidade? Deverá exercer uma ação política?". As discussões foram dominadas pelos delegados da FOSP, que combateram energicamente as propostas dos reformistas. O anarquista Carlos Dias afirmou que a luta política não deveria ser admitida pelo movimento operário, "porque não está de acordo com o operariado em geral. A conquista operária [...] deve ser do próprio operário. Não pode haver barreira entre o capital e o trabalho. [...] Nada de luta política. Nada de parlamento. Só a questão econômica". Pinto Machado, em contrapartida, assumiu uma posição em favorável a participação dos trabalhadores na política, afirmando que ela "poderia prestar grandes serviços à classe", citando o exemplo da União Operária do Engenho de Dentro, que conquistou a redução da jornada de trabalho através de negociações envolvendo o poder público — representado pela figura do deputado Ricardo de Albuquerque —  e a diretoria da Estrada de Ferro Central do Brasil. Após o debate, Edgard Leuenroth encaminhou a seguinte moção, que acabou sendo aprovada:
Considerando que o operariado se acha extremamente dividido pelas suas opiniões políticas e religiosas;

Que a única base sólida de acordo e de ação são os interesses econômicos comuns a toda a classe operária, os de mais clara e pronta compreensão;

Que todos os trabalhadores, ensinados pela experiência e desiludidos da salvação vinda de fora da sua vontade e ação, reconhecem a necessidade iniludível da ação econômica direta de pressão e resistência, sem a qual, ainda para os mais legalitários, não há lei que valha;

O Congresso Operário aconselha o proletariado a organizar-se em sociedades de resistência econômica, agrupamento essencial e, sem abandonar a defesa, pela ação direta, dos rudimentares direitos políticos de que necessitam as organizações econômicas, a pôr fora do sindicato a luta política especial de um partido e as rivalidades que resultariam da adoção, pela associação de resistência, de uma doutrina política ou religiosa, ou de um programa eleitoral.
De acordo com o historiador Tiago Bernardon de Oliveira, essa resolução corresponde a uma vitória dos anarquistas, "na medida em que atacou as pretensões de influentes reformistas militantes do movimento operário brasileiro". A defesa da neutralidade política e religiosa dos sindicatos apareceu para anarquistas como "uma solução tática adequada para impedir a sua instrumentalização pelos adversários", que permitia a atuação e a participação dos militantes libertários na vida associativa dos trabalhadores, contribuindo para tornar os sindicatos "meios revolucionários".
Na discussão sobre como deveria ser comemorado o Primeiro de Maio, os delegados presentes afirmaram que este deveria ser um dia de luto, e não de festa. A resolução aprovada pelo Congresso relembrava as origens históricas do Primeiro de Maio, “que nasceu da reivindicação, pela ação direta, das oito horas de trabalho, na América do Norte, e do sacrifício das vítimas inocentes de Chicago”, condenando “indignadamente as palhaçadas feitas no 1º de Maio com o concurso e complacências dos senhores” e incitando o operariado “a restituir ao 1º de Maio o caráter que lhe compete, de sereno, mas desassombrado protesto, e de enérgica reivindicação de direitos ofendidos ou ignorados”. A resolução ainda recomendava “vivamente as organizações operárias à propaganda das reivindicações a afirmar o 1º de Maio” e saudava o movimento operário francês, considerado um "modelo de atividade e iniciativa ao trabalhador do Brasil". Ao mencionar os mártires de Chicago e o operariado da França, os trabalhadores reunidos no Congresso revelaram sentir-se parte de um movimento sindicalista internacional.

### Organização
Ao discutir sobre o modelo a ser adotado pela organização operária, a primeira questão colocada foi se os sindicatos  deveriam ter como única
finalidade a resistência ou se deveriam aceitar conjuntamente o subsídio de desocupação, de doença ou de auxílios mútuos. O mutualismo foi em geral combatido, mas encontrou defensores entre os delegados reformistas. João Benvenuto considerou "razoável uma caixa de beneficência, de prontos socorros"; Cândido Costa entendia que era "mais plausível beneficiar-se os companheiros, do que se recorrer aos burgueses, que tudo exploram", mas que as sociedades de resistência deveriam ser "mútuas e contra o capital"; Pinto Machado se declarou contra os subsídios, mas propôs que fosse discutido "um meio mais expedido para os prontos socorros aos infelizes que, levados pelo excesso de trabalho ou coisa semelhante, viam-se na impotência da luta pela vida". Já os anarquistas Eduardo Vassimon e Luigi Magrassi sustentaram que as obras de beneficência deveriam ser excluídas dos sindicatos, sobretudo "por atacar os efeitos ao invés de atacar a causa", gerando gastos em "grandes somas de socorros a enfermos e vítimas de desastre" mas sem tratar de "melhorar as condições higiênicas das oficinas e obrigas os patrões a socorrerem os seus operários, os quais geralmente contraem moléstias e se inutilizam no trabalho". O Congresso decidiu que "a resistência ao patronato é a ação essencial, e que, sem ela, qualquer obra de beneficência, mutualismo, ou cooperativismo seria toda a cargo do operariado, facilitando mesmo ao patrão a imposição das suas condições", afirmando ainda que "essas obras secundárias, embora trazendo ao sindicato grande número de aderentes, quase sempre sem iniciativa e sem espírito de resistência, servem muitas vezes para embaraçar a ação da sociedade que falta inteiramente ao fim para que fora constituída – a resistência", recomendando que as caixas mantidas pelas associações operárias deveriam ter como único fim a resistência.
Ao decidir se os sindicatos deveriam ser organizados por ofícios, indústrias ou ofícios vários, o Congresso levou em consideração as diversas condições da classe trabalhadora e da indústria e aconselhou:
O sindicato abrangendo todos os ofícios, nas grandes empresas ou companhias – quando estes se achem diretamente ligados entre si sob uma mesma administração;

O sindicato de ofício, nas profissões isoladas e independentes;

O sindicato de indústria, quando vários ofícios estão estreitamente ligados ou anexos na mesma indústria;

A união de ofícios vários, só no último caso e com o fim de facilitar e provocar a formação das outras associações de resistência.
Sem maiores polêmicas, os delegados presentes manifestaram sua preferência pelo federalismo, o "único método de organização compatível com o irreprimível espírito de liberdade e com as imperiosas necessidades de ação e educação operária", garantindo "a mais larga autonomia do indivíduo no sindicato, do sindicato na federação e da federação na confederação" e admitindo unicamente "simples delegações de função sem autoridade". Assim, o Congresso deliberou que os sindicatos deveriam substituir as diretorias por comissões administrativas e evitar a existência de funcionários remunerados, "salvo nos casos em que a grande acumulação de serviço exija peremptoriamente que um operário se consagre inteiramente a ele, não devendo, porém, receber ordenado superior ao salário normal da profissão a que ele pertença". Considerando que "as questões operárias só podem ser francamente resolvidas pelos próprios interessados, livres da influência de interesses alheios e das sugestões de estranhos", os delegados também decidiram que empregadores, contramestres e elementos não-operários não poderiam participar dos sindicatos.

### Ação operária
Ao discutir sobre quais seriam os meios de luta que o operariado deveria adotar, o Congresso presenciou novos embates entre revolucionários e reformistas. Os anarquistas evocaram constantes referências ao movimento operário francês, defendendo de maneria enfática a greve e o uso da ação direta. Vassimon recomendou adoção da “greve parcial, cujos bons resultados demonstra, citando [...] a greve de Lièges" e a "greve geral, se as condições exigirem”, embora reconhecesse que a repressão se tornava mais justificada nesses casos, reconhcia que a greve, o boicote e a sabotagem eram “consequência da luta, provocada pelos patrões”. No mesmo sentido, Manuel Moscoso afirmou que o operariado deveria empregar "a greve parcial, que, segundo as direções de luta e as necessidades do momento, poderá tornar-se geral; o boicote, que consiste em que os operários e o público em geral não comprem produtos dos patrões contra quem os operários estejam em luta; a sabotagem, que consiste em destruir os instrumentos de trabalho dos patrões que não acedam às petições dos operários". Os reformistas sustentaram posições mais cautelosas. Pinto Machado afirmou que a greve era "uma faca de dois gumes", reconhecendo que “em últimos casos, é a única coisa que o operário tem a seu favor”, mas também a via como potencialmente danosa, na medida em que poderia trazer infelicidades aos lares operários. A resolução aprovada foi ao encontro das posições anarquistas, sustentando que "o proletariado economicamente organizado independente dos partidos políticos" só poderia "lançar mão dos meios de ação que lhe são próprios" e aconselhando "a greve geral ou parcial, a boicotagem, a sabotagem, o label, as manifestações públicas, etc.". Como meios de propaganda da ação e organização sindical, o Congresso recomendou o "jornal, folheto, cartaz, manifesto, carimbo, conferências, excursões de propaganda, representações teatrais e criação de bibliotecas".
A luta por aumentos salariais foi preterida em favor da redução da jornada de trabalho, sob o argumento de que "a redução de horas [...] tem influência sobre a necessidade do bem-estar, aumentando o consumo e daí a produção". Os delegados sutentaram que ao "diminuir o trabalho quotidiano, a desocupação diminui e o salário tenderá a subir", afirmando que "o aumento de salário é mais uma consequência, um efeito da diminuição das horas de trabalho, da menor desocupação e do bem-estar relativo do que uma causa dos mesmos". A luta pela redução das horas de trabalho foi reiterada em outra resolução do Congresso, que recomendou as organizações "a empreenderem uma ativa propaganda em favor das oito horas, sem diminuição de salário, seguindo o salutar exemplo do proletariado de outros países, hoje em agitação". A mesma resolução também incitava "o proletariado à propaganda e ao protesto contra a guerra, assim como o militarismo e contra a intervenção da força armada nas contendas entre salariados e patrões; assim como envidar, de acordo com o método seguido pelos companheiros franceses, os maiores esforços para que o operariado do Brasil, no dia 1º de Maio de 1907, imponha oito horas de trabalho".
O Congresso também recomendou que os trabalhadores não se sujeitassem a multas; em caso de restrições aos direitos de reunião, aconselhou o operariado a pôr em prática "os meios mais eficazes" para obrigar o governo "a respeitar esses direitos, agindo, em caso extremo, até com a maior violência"; sustentou que os sindicatos deveriam manter escolas laicas, uma vez que "o ensino oficial tem por fim incutir nos educandos ideias e sentimentos tendentes a fortificar as instituições burguesas" e "contrárias às aspirações de emancipação operária"; que no caso de acidentes de trabalho, o sindicato deveria arbitrar a indenização e forçar o empregador a pagar, "forçando-o a isso pela ação direta"; que os trabalhadores deveriam exigir o pagamento semanal e que em caso de falência da empresa, deveriam "lançar mão de todos os meios, inclusive os tribunais"; que os sindicatos deveriam encampar uma "forte campanha contra o alcoolismo", considerado "um dos vícios mais arraigados no seio das classes trabalhadoras, e que tem sido um obstáculo para a organização das mesmas"; que era necessário organizar as mulheres operárias, tornando-as "companheiras de luta"; aconselhou que os operários não enviassem seus filhos para as oficinas ou fábricas; afirmou que os trabalhadores deveriam lutar para impedir o aumento dos alugueis e rejeitar o trabalho por peça, "o qual é sempre prejudicial aos interesses gerias de todos os trabalhadores".

### Questões acessórias ou suplementares
Os delegados presentes ainda aprovou resoluções específicas sobre a situação dos trabalhadores e colonos rurais, mineiros e funcionários públicos, além de uma resolução sobre federações de indústrias e outra sobre o uso de títulos honoríficos e de distinção no seio das associações operárias. Sobre os trabalhadores e colonos rurais, o Congresso afirmou que os operários urbanos deveriam promover a propaganda e envidar "todos os esforços no sentido de organizar em sindicato de resistência os trabalhadores das fazendas, promovendo entre eles a mais vasta propaganda emancipadora", iniciando também uma "ativa campanha contra as prepotências de que são vítimas os colonos". Sobre os mineiros, foi aprovada uma resolução reconhecendo a "triste miséria em que se encontram os mineiros do Morro Velho, cuja associação, Junta Auxiliar dos Operários, não tem por base a resistência", de forma que os delegados presentes recomendaram a organização desses trabalhadores em um sindicato. A respeito dos funcionários públicos, se afirmou "que a lei que estabelece o horário máximo de oito horas diárias para os operários na dependência do Estado não é cumprida senão em parte", recomendando que os trabalhadores do Estado procedam em conformidade com as demais resoluções tomadas pelo Congresso. Os delegados presentes também consideraram necessária "a organização imediata de uma federação marítima entre os trabalhadores do mar" e de uma federação de trabalhadores da construção civil, e aconselharam as organizações operárias "a não consentirem no seu seio sorte alguma de distinção honorífica, procurando tornar evidente e prático seu ideal de igualdade social".

### Bases de acordo da Confederação Operária Brasileira
O Congresso também lançou as bases de acordo da Confederação Operária Brasileira (COB), uma instituição sindical nacional que deveria promover "a união dos trabalhadores salariados para a defesa de seus interesses morais e materiais, econômicos e profissionais"; estreitar "os laços de solidariedade entre o proletariado organizado, dando força e coesão aos seus esforços e reivindicações"; estudar e propagar "os meios de emancipação do proletariado e defender em público as reivindicações econômicas dos trabalhadores" e reunir e publicar "dados estatísticos e informações exatas sobre o movimento operário e as condições de trabalho em todo o país". Em sintonia com as resoluções aprovadas no Congresso, a COB adotaria um modelo organizativo federalista e seria formada por federações nacionais de indústria ou ofício, uniões locais ou estaduais de sindicatos e sindicatos isolados de lugares onde não existissem federações locais, estaduais, de indústria ou ofício. Cada organização aderida teria "um delegado por cada sindicato na Comissão Confederal". Apenas os sindicatos "exclusivamente formados de trabalhadores salariados e que tenham como base principal a resistência" poderiam fazer parte da Confederação, que não pertenceria "a nenhuma escola política ou doutrina religiosa". A COB também ficaria responsável por publicar o jornal A Voz do Trabalhador e a sua Comissão Confederal ficaria encarregada de organizar os futuros congressos. Apesar da criação da COB ter sido decidida no Congresso, ela foi efetivamente estruturada apenas em 1908.